# Питное (озеро, Пресновский сельский округ, у села Островка)
Питное (каз. Питное) — озеро в Пресновском сельском округе Жамбылского района Северо-Казахстанской области Казахстана. Находится к юго-востоку от села Островка.
По данным топографической съёмки 1940-х годов, площадь поверхности озера составляет 2,63 км². Наибольшая длина озера — 1,8 км, наибольшая ширина — 1,6 км. Длина береговой линии составляет 5,9 км, развитие береговой линии — 1,01. Озеро расположено на высоте 141,5 м над уровнем моря.
Озеро входит в перечень рыбохозяйственных водоёмов местного значения.